# Библиотека Джона Хэя
Библиоте́ка Джо́на Хэ́я — вторая старейшая библиотека в кампусе Брауновского университета в Провиденсе, Род-Айленд, США. Она расположена на Проспект-стрит напротив ворот Ван Викла. После постройки в 1910 году библиотека стала главной библиотекой кампуса, заменив библиотеку, теперь известную как Робинзон-холл. Сегодня библиотека Джона Хэя — одна из пяти отдельных библиотек, входящих в библиотеку университета. В здании библиотеки находятся редкие книги и рукописи университетской библиотеки, университетские архивы и специальные коллекции библиотеки.

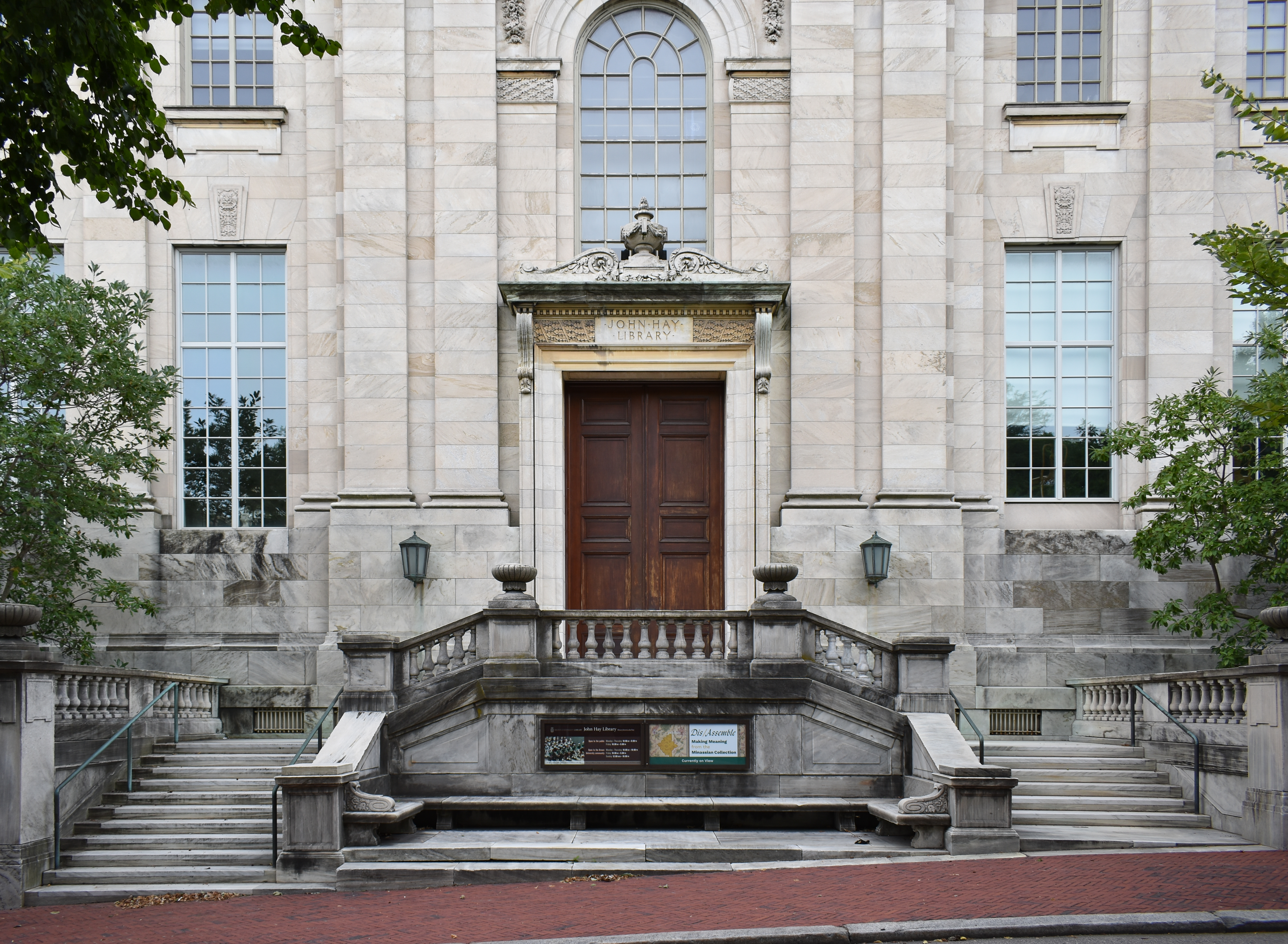
Вход в библиотеку

## История
Библиотека Джона Хэя открылась в ноябре 1910 года и с того времени до 1964 года служила главной библиотекой Брауновского университета. Библиотека была названа в честь государственного секретаря Джона Милтона Хея (выпуск 1858 г.), личного секретаря и помощника Авраама Линкольна, по просьбе Эндрю Карнеги, который внёс половину стоимости здания в 300 000 долларов.
Здание библиотеки было построено по проекту бостонской архитектурной фирмы Shepley, Rutan and Coolidge из белого мрамора из штата Вермонт в стиле английского ренессанса.
Библиотека была открыта 10 ноября 1910 года и насчитывала около 300 000 томов.
В результате ремонта 1939 года книжные шкафы разделили главный читальный зал на три части.
Когда в 1964 году основная библиотека была перенесена в новую Библиотека Джона Д. Рокфеллера-младшего, библиотека Джона Хэя сохранила специальные коллекции. До 1971 года Библиотека Джона Хэя предоставила временные помещения для Библиотеки физических наук, пока в 1971 году не была построена Научная библиотека Университета.
Библиотека Джона Хэя была полностью отремонтирована и освящена 21 сентября 1981 года.
В 2013 году начался капитальный ремонт библиотеки под руководством компании Аннабель Зельдорф. Здание было закрыто 1 июня 2013 г. и вновь открыто осенью 2014 г. В ходе ремонта 2014 года была изменена конфигурация основного этажа библиотеки, увеличена вдвое выставочная площадь и был возвращён первоначальный вид главному читальному залу.

## Специальные коллекции
В библиотеке находится отдел специальных коллекций Брауновского университета, в который входят материалы, требующие особого обращения и хранения. Хотя многие предметы в специальных коллекциях редки или уникальны, большинство материалов являются частью крупных тематических коллекций, которые хранятся как отдельные единицы.
В общей сложности редкие фонды библиотеки состоят из более чем 250 отдельных коллекций, насчитывающих около 2,5 миллионов единиц хранения.
Известные коллекции включают:

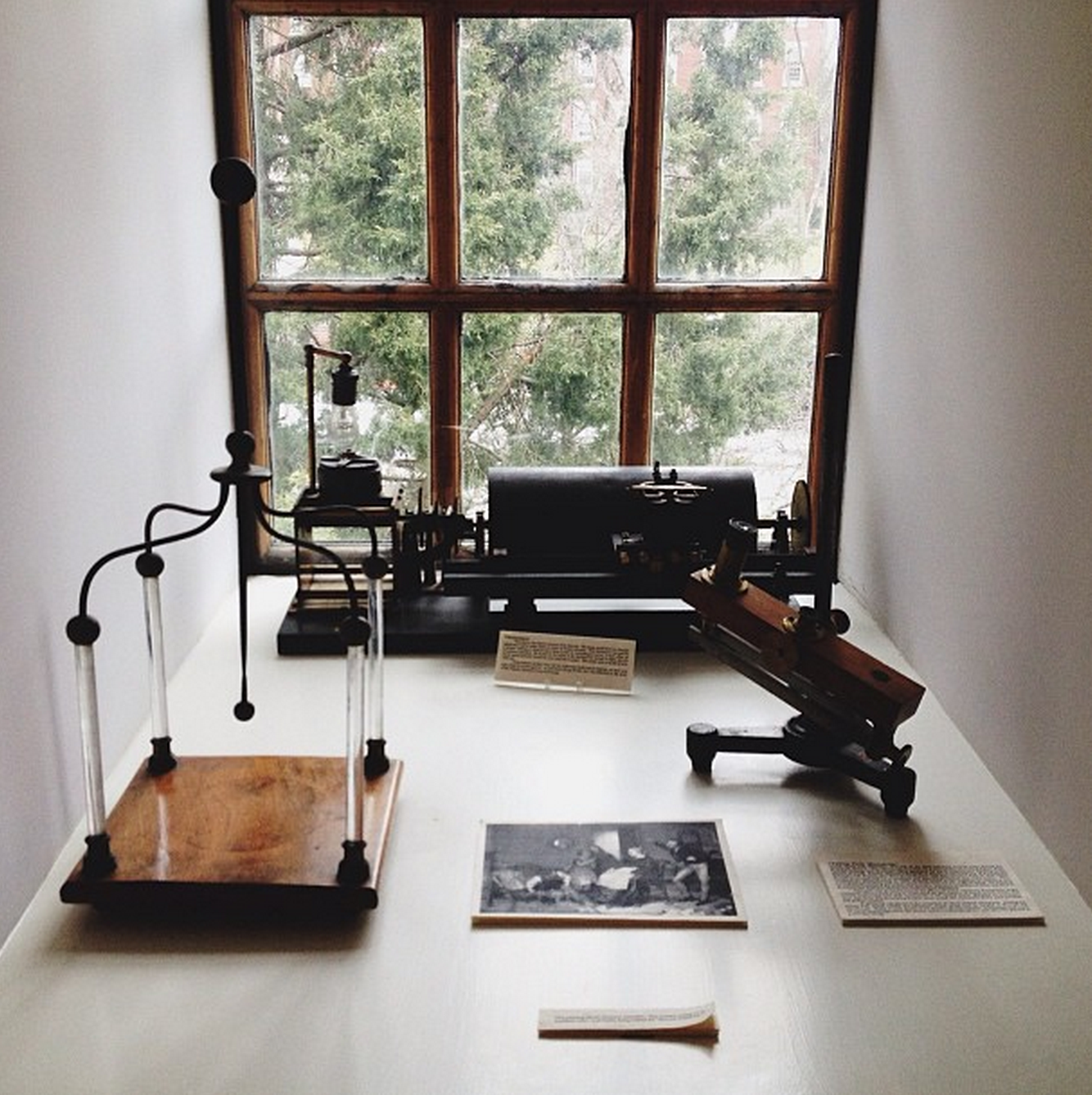
Подборка исторических объектов, отображаемых в окне специальной коллекции библиотеки Джона Хэя Университета Брауна.

- Военная коллекция Анны С. К. Браун[англ.] — графика, книги и миниатюрные солдатики.
- Архивы Брауновского Университета — официальные документы Брауновского университета, фотографии, университетские публикации, записи студенческих групп, артефакты и личные документы студентов и преподавателей.
- Архив полковника Джорджа Эрла Черча[англ.] — южноамериканский исследователь и географ, 3500 личных рукописей и писем, а также книги.
- Архив Говарда Лавкрафта — личные рукописи и письма[5]. В библиотеке находится самая большая в мире коллекция материалов по Лавкрафту[6][7].
- Архив Генри Дэвид Торо — книги из личной библиотеки Генри Дэвида Торо.
- Коллекция Джорджа Оруэлла — среди других материалов, Библиотека Джона Хэя обладает рукописью Оруэлла его самого известного романа «1984» — единственной сохранившейся рукописи Оруэлла[8][9].

## Коллекция антроподермических книг
Библиотека Джона Хэя хорошо известна своей коллекцией антроподермических книг (книг, переплетенных в человеческую кожу). Библиотека приобрела книги в 1960-х годах в качестве дара от двух выпускников университета. Изначально книги не были переплетены в человеческую кожу, но в XIX веке их переплели частные коллекционеры. В библиотеке есть три таких книги в человеческой шкуре:
- «О строении человеческого тела» De Humanis Corporis Fabrica (Андреас Везалий, 1543 г.)
- «Пляска смерти» (в двух экземплярах) с ксилографическими иллюстрациями Ганса Гольбейна-младшего.

## Архив Брауновского университета
Архивы Брауновского университета служат институциональной памятью университета, собирая, сохраняя и делая доступными материалы, свидетельствующие о прошлом университета и способствующие пониманию структуры университета и его истории. Энциклопедия Брунониана Марты Митчелл выступает как исчерпывающий справочник по истории, персоналиям и местам Брауновского Университета.
Записи Корпорации, которая управляет Брауновским университетом, хранятся в университетских архивах. Они состоят из протоколов, корреспонденции, разных отчетов, в том числе отчетов комитетов Корпорации с 1763 года по настоящее время.
Самые ранние записи Корпорации являются частью коллекции под названием «Прочие документы колледжа Род-Айленда». Эти записи документируют основание университета, переезд из Уоррена в Провиденс, здание Университетского холла (который был госпиталем во время войны за независимость), визит Джорджа Вашингтона в 1790 году и другие дела колледжа, заканчивающиеся письмом Николаса Брауна о пожертвовании 5000 долларов, который изменил название колледжа с Колледжа Род-Айленда на Университет Брауна и в то же время учредил первую наделенную профессуру.
Архивы содержат документы президентов университета Брауни, избранные документы преподавателей и выпускников, записи студенческих организаций и университетские публикации. В архиве университета хранится более 60 000 фотографий, изображающих сцены в кампусе, здания, группы, события, студенческие мероприятия, спортивные команды и мероприятия, а также отдельных преподавателей, студентов и выпускников. Некоторые из них были оцифрованы и доступны на сайте Images of Brown.
Коллекция Эдварда Норта Робинсона — коллекция 150-летней истории легкоатлетической команды "Бурые медведи" Брауновского университета. Коллекция состоит из фотографий, движущихся изображений, артефактов, плакатов, рисунков, карикатур, административных отчетов и публикаций. Эта коллекция отображает первые дни спортивных соревнований в Брауновском университете и Пемброк-колледже вплоть до современной эпохи. Эта коллекция поддерживается за счет пожертвования, созданного Джексоном Робинсоном (класс 1964 года), внуком знаменитого футбольного тренера Брауновского университета. 

## Архив Кристин Данлэп Фарнxэм
Архив Кристин Данлэп Фарнхэм содержит коллекции материалов, относящихся к женщинам, в специальных коллекциях и университетских архивах.
Коллекции в архиве Фарнхэма документируют историю женщин в Брауновском университете и Пемброк-колледже Брауновского Университета , жизни выпускников Брауновского университета и женщин Род-Айленда. Коллекции документируют жизнь выдающихся женщин, а также рассказывают о жизни и работе обычных женщин. В дополнение к переписке, дневникам, фотографиям, газетам, ежегодникам и памятным вещам, он также включает коллекцию лент и видеозаписей устной истории. Существует 500-страничный справочник по архивам Кристин Данлэп Фарнхэм, который включает более 1000 записей, описывающих коллекцию. Однако это руководство сильно устарело и в некоторых случаях содержит неверную информацию.
В архив Фарнхема в 2002 также включен Архив феминистской теории. Функция данного архива — хранить наследие выдающихся феминистских мыслителей. Этот фонд продолжает стремление Центра обучения и исследований женщин Пемброк-колледжа Центра обучения и исследований женщин Пемброк-колледжа документировать вклад ученых-феминисток в передовые исследования и делать их статьи доступными для ученых.

## Примечание
1. ↑  Frequently Asked Questions :: John Hay Library, Brown University (англ.). library.brown.edu. Дата обращения: 18 января 2017. Архивировано 11 ноября 2019 года.
2. ↑  John Hay Library :: Brown University Library (англ.). library.brown.edu. Дата обращения: 18 января 2017. Архивировано 31 октября 2020 года.
3. ↑  Encyclopedia Brunoniana | John Hay Library. www.brown.edu. Дата обращения: 7 октября 2020. Архивировано 17 февраля 2012 года.
4. 1 2  Coelho, Courtney. Renovated John Hay Library reopens - News from Brown. brown.edu (4 сентября 2014). Дата обращения: 7 октября 2020. Архивировано 13 октября 2020 года.
5. ↑  Lovecraft Collection - Brown University Library. library.brown.edu. Дата обращения: 7 октября 2020. Архивировано 12 ноября 2020 года.
6. ↑  The S. T. Joshi Endowed Research Fellowship in H. P. Lovecraft — Brown University Library. Дата обращения: 7 октября 2020. Архивировано 7 ноября 2020 года.
7. ↑  Путеводитель:Как найти дух Г. Ф. Лавкрафта в Провиденсе – LOVECRAFTIAN. lovecraftian.ru. Дата обращения: 9 ноября 2020. Архивировано 10 ноября 2020 года.
8. ↑  Staff, Journal. Brown library buys singer Janis Ian's collection of fantasy, science fiction (англ.). providencejournal.com. Дата обращения: 24 сентября 2019. Архивировано 24 сентября 2019 года.
9. ↑  Braga, Jennifer. Announcement | 70th Anniversary of Orwell’s Nineteen Eighty-Four | Brown University Library News (амер. англ.). Дата обращения: 24 сентября 2019. Архивировано 24 сентября 2019 года.
10. ↑  Johnson, M.L. (7 января 2006). Some of nation's best libraries have books bound in human skin. Associated Press. Архивировано 31 декабря 2015. Дата обращения: 6 июня 2012.
11. ↑  Taryn Martinez (31 января 2006). In a literal bind. The Brown Daily Herald. Архивировано из оригинала 8 февраля 2013. Дата обращения: 3 октября 2007.
12. ↑  Index to Encyclopedia Brunoniana. brown.edu. Дата обращения: 7 октября 2020. Архивировано 1 марта 2019 года.
13. ↑  RIAMCO - Rhode Island Archival and Manuscript Collections Online. riamco.org. Дата обращения: 7 октября 2020. Архивировано 2 апреля 2016 года.